# Сидиков, Джавохир Алишерович
Джавохи́р Алише́рович Сиди́ков (узб. Javohir Alisherovich Sidiqov, Javoxir Alisher o'g'li Sidiqov; 8 декабря 1996 года) — узбекистанский футболист, полузащитник клуба «Насаф» и сборной Узбекистана.

## Карьера
Воспитанник ташкентского «Пахтакора». Играл за молодёжную команду данного клуба. В 2016 году сыграл два матча за основную команду «Пахтакора».
С 2016 года один из основных игроков клуба «Коканд 1912».
В 2013 году сыграл четыре матча за юношескую сборную Узбекистана до 17 лет. В 2014—2015 годах выступал за юношескую сборную Узбекистана до 19 лет, в составе которой сыграл шесть матчей. С 2018 года выступает за молодёжную (олимпийскую) сборную Узбекистана. В январе 2018 года вместе с молодёжной сборной Узбекистана выиграл молодёжный Чемпионат Азии.
В декабре 2018 года был включён в заявку на Кубок Азии 2019. 13 января во втором матче группового этапа против Туркменистана отличился голом на 18 минуте игры, открыв счёт в матче. В итоге сборная Узбекистана победила 4:0.

## Достижения
- Чемпион молодёжного Чемпионата Азии: 2018